# Acqua Santa Maria
Acqua Santa Maria glavni je brend tvrtke Sicil Acque Minerali, Si.AM srl, odnosno tvrtke sa sjedištem u Raguzi i operativnim sjedištem Modica na Siciliji, koja od 1992. godine upravlja vađenjem i punjenjem mineralnih voda.

## Društvo
SI. A.M. SRL, osnovan je 1992. godine, sjedište ima u Raguzi, a operativno sjedište u Modica. Tvrtka je vlasnik rudarske koncesije pod nazivom Santa Maria Zappulla u općini Modica i ima 3 aktivne bušotine, doista se proizvod prodaje pod 3 različite marke.
Struktura je 8.000 četvornih metara. Veliko područje u kojem se vadi voda okružuje cijelu tvornicu.